# Alts de Mas Serè
Els Alts de Mas Serè és una serra situada al municipi de la Bisbal del Penedès a la comarca del Baix Penedès, amb una elevació màxima de 404 metres.